# Пол Бия
Пол Бия (на френски: Paul Biya) е президент на Камерун от 1982 г.

## Биография
Пол Бия е роден на 13 февруари 1933 г. в южната част на страната (по това време френската част). Учи международни отношения в университет в Париж, завършвайки го през 1961 г. Първоначално се жени за Жан-Ирен Бия, която умира през 1992 г. След това се жени за Шантал Бия през 1994 г., от която има 2 деца.

## Политическа кариера
Пол Бия става президент на Камерун през 1982 г. и управлява шест мандата. През 2018 г. печели седми мандат след победа на изборите със 71 процента от гласовете. Ако завърши мандата си през 2025 г., Бия ще бъде на 92 години. 